# حکمران بریتانیا
حکمران بریتانیا (انگلیسی: Ruled Britannia) یک رمان تاریخ جایگزین نوشته هری تورتلدوو است، اولین بار با جلد گالینگور توسط کتابخانه جدید آمریکایی در سال ۲۰۰۲ منتشر شد.